# Cirkus Casablanca
Cirkus Casablanca er en dansk film fra 1981. Filmen instrueredes af Erik Clausen og manuskriptet er skrevet af Erik Clausen, Mogens Kløvedal og Rumle Hammerich.

## Medvirkende
- Erik Clausen
- Leif Sylvester Petersen
- Helle Fastrup
- Niels Skousen
- Ulla Koppel
- Jarl Forsman
- Kristian Halken
- Holger Vistisen
- Ole Meyer
- Eva Madsen
- Carl Quist Møller